# Test de Lucas
En teoría de números, el test de Lucas es un test de primalidad para un número natural n y requiere que los factores primos de n − 1 sean conocidos.
Si existe un número natural a menor que n y mayor que 1 que verifica las condiciones
{\displaystyle a^{n-1}\ \equiv \ 1{\pmod {n}}}
así como
{\displaystyle a^{({n-1})/q}\ \not \equiv \ 1{\pmod {n}}}
para todos los factores primos q de n − 1, entonces n es primo. Si no puede encontrarse tal a, entonces n es un número compuesto.
Este algoritmo es correcto ya que si a pasa el primer paso, podemos deducir que a y n son coprimos. Si a también pasa el segundo paso, entonces el orden de a en el grupo (Z/nZ)* es igual a n − 1, lo que significa que el orden de ese grupo es n − 1, implicando que n es primo. Recíprocamente, si n es primo, entonces existe una raíz primitiva módulo n y cualquier raíz primitiva pasará ambos pasos del algoritmo.

## Ejemplo
Por ejemplo, tómese n = 71. Entonces, n − 1 = 70 = (2)(5)(7).
Tómese ahora a = 11. En primer lugar:
{\displaystyle 11^{70}\ \equiv \ 1{\pmod {71}}}
Esto no demuestra que el orden multiplicativo de 11 mod 71 es 70, porque algún factor de 70 aún podría funcionar arriba. Verificamos entonces 70 dividido por sus factores primos:
{\displaystyle 11^{35}\ \equiv \ 70\ \not \equiv \ 1{\pmod {71}}}
{\displaystyle 11^{14}\ \equiv \ 54\ \not \equiv \ 1{\pmod {71}}}
{\displaystyle 11^{10}\ \equiv \ 32\ \not \equiv \ 1{\pmod {71}}}
Entonces, el orden multiplicativo de 11 mod 71 es 70 y de esta manera, 71 es primo.
Para realizar estas potencias modulares debería usarse el método acelerado de exponenciación binaria.